# Kateh-ye Shast Abadan
Kateh-ye Shast Abadan (em persa: كته شصت ابادان, também romanizada como Kateh-ye Shaşt Ābādān; também conhecida como Kashtabadan, Kat-e Shaşt Ābādān, Katsaf Abadan e Katshaşt-e Ābādān) é uma aldeia localizada no distrito rural de Chahardeh, no distrito central do condado de Astaneh-ye Ashrafiyeh, da província de Gilan, no Irã. No censo de 2006, sua população era de 515, em 162 famílias.